# FK Naftan Navapolack
A Naftan Navapolack (belarusz nyelven: Футбольны Клуб Нафтан Наваполацк, magyar átírásban: Futbolni Klub Naftan Navapolack) egy fehérorosz labdarúgócsapat Navapolackban, Fehéroroszországban, jelenleg a fehérorosz labdarúgó-bajnokság élvonalában szerepel.

## Sikerei
- Fehéroroszkupa-győztes: 1 alkalommal (2009)